# Долгов, Вадим Викторович
Вади́м Ви́кторович Долго́в (род. 17 октября 1972, Чайковский, Пермская область) — российский историк, педагог и писатель. Доктор исторических наук, профессор, профессор Удмуртского государственного университета.

## Биография
В 1995 году окончил исторический факультет Удмуртского государственного университета (УдГУ).
В 1999 году защитил диссертацию на соискание учёной степени кандидата исторических наук по теме: «Отражение социальной практики в общественном сознании Древней Руси XI—XIII вв.».
С 2000 года — доцент, а с 2010 года — профессор исторического факультета (ныне — Институт истории и социологии) Удмуртского государственного университета.
В 2008 году защитил диссертацию на соискание учёной степени доктора исторических наук по теме «Представления об обществе в картине мира населения Древней Руси XI—XIII вв.».

## Направления научной работы
Основное направление научной работы — изучение повседневного жизненного уклада, общественных представлений и коллективных настроений населения Древней Руси XI—XIII вв., предмет исследований — бытовавшие в эпоху раннего русского средневековья представления о власти, социальной стратификации, нормах поведения в частной жизни, «быте и нравах», «своих» и «чужих», гендер. К изучению древнерусской истории применен антропологический подход, продолжающий традиции французской Школы «Анналов» и отечественных историков «бытописателей» XIX в. Разрабатывается проблематика, связанная с различными аспектами истории русской культуры в целом. Также занимается вопросами гендерной истории в России.

## Награды
- Почетное звание «Почетный работник сферы образования Российской Федерации»[5]

## Основные работы

### Научные и научно-популярные книги
- Долгов В. В. Представления об обществе в картине мира населения Древней Руси XI—XIII вв. / Диссертация на соискание учёной степени доктора исторических наук. Специальность 07.00.02. — Отечественная история. — Ижевск: Удмуртский государственный университет, 2008. — 616 с.
- Долгов В. В., Котляров Д. А., Кривошеев Ю. В., Пузанов В. В. Формирование российской государственности: разнообразие взаимодействий «центр — периферия» (этнокультурный и социально-политический аспекты). — Екатеринбург: УрГУ, 2003. — 465 с.
- Долгов В. В. Древняя Русь: мозаика эпохи. Очерки социальной антропологии общественных отношений XI—XVI вв. — Ижевск: УдГУ, 2004. — 218 с. ISBN 5-7029-120-3 (ошибоч.)
- Долгов В. В. Быт и нравы Древней Руси. Миры повседневности XI—XIII в. — М.: Яуза, Эксмо, 2007. — 512 с. (Серия «Загадки и коды Древней Руси») 4000 экз. ISBN 978-5-699-23194-2
- Долгов В. В. Быт и нравы Древней Руси. Миры повседневности XI—XIII в. — СПб.: О. Абышко, 2017. — 592 с. 500 экз. ISBN 978-5-903525-92-8
- Долгов В. В. Потаённая жизнь Древней Руси: быт, нравы, любовь. — М.: Яуза, 2009. — 510 с. ISBN 978-5-699-33710-1
- Долгов В. В., Савинов М. А. Храбры Древней Руси. Русские дружины в бою. — М.: Яуза, Эксмо. — 2010. — 382 с. 3500 экз. ISBN 978-5-699-44350-5
- Долгов В. В., Савинов М. А. Дружинники Древней Руси. Русские рати в бою. — М.: Эксмо, 2012. — 381 с. ISBN 978-5-699-58855-8
- Кремлёв С., Нерсесов Ю., Буровский А., Долгов В., Раев А. Анти-Мединский. Опровержение. Как партия власти «правит» историю. — М.: Яуза-пресс, 2012. — 320 с. ISBN 978-5-9955-0374-3
- Долгов В. В. Клио и Огюст: очерки исторической социологии. — М. ; СПб.: Нестор-История,2020. — 372 с. ISBN 978-5-4469-1623-8
- Долгов В. В. Феномен Александра Невского. Русь XIII века между Западом и Востоком. М.: Центрполиграф, 2020. 222 с. (Новейшие исследования по истории России). ISBN 978-5-227-09105-5 {Рецензия}
- Долгов В. В. Александр Невский и его эпоха. М.: Концептуал, 2024. 416 с. ISBN 978-5-907771-72-7

### Художественные произведения
- Долгов В. В. Мечник: Око Перуна. — М.: Яуза, Эксмо, 2014. — 352 с. ISBN 978-5-699-74654-5

### Учебные пособия
- Долгов В. В. Краткий очерк истории русской культуры с древнейших времен до наших дней. Учебное пособие для старшеклассников и студентов / Отв. редактор В. В. Пузанов. — Ижевск: Удмуртский университет, 2001. — 192 с. ISBN 5-7029-0103-7
- Долгов В. В. Очерки истории общественного сознания Древней Руси XI—XIII веков: Учебное пособие. — Ижевск: Удмуртский университет, 1999. — 250 с. ISBN 5-7029-0397-8

### Статьи
- Долгов В. В. Александр Невский // Вопросы истории. — 2015. — № 10. — С. 17—36.
- Долгов В. В. Александр Невский в зеркале альтернативной истории // Вопросы истории. — 2016. — № 11. — С. 89—97.
- Долгов В. В. «Волшебные мечи» в системе религиозного мировоззрения населения Древней Руси // Вестник Санкт-Петербургского университета. Серия 2. История. — 2007. — Вып. 3. — С. 49—54.
- Долгов В. В. Детство в контексте Древнерусской культуры XI—XIII вв.: отношение к ребёнку, способы воспитания и стадии взросления // Этнографическое обозрение. — 2006. — № 5. — С. 72—85.
- Долгов В. В. Древнерусский город XI—XIII вв. как сакральное пространство // Вестник Челябинского государственного университета. Серия 1. История. — 2005. — № 2. — С. 17—24.
- Долгов В. В. «Зло есть женская прелесть» (сексуальная жизнь древних руссов XI—XIII вв. и их отношение к женщине) // Социальная история. Ежегодник. 2003. — М.: РОССПЭН, 2003. — С. 237—249.
- Долгов В. В. Знаковая составляющая сексуальной культуры Древней Руси XI—XIII веков // Этнографическое обозрение. — 2009. — № 2. — С. 124—128.
- Долгов В. В. «Концепция братолюбия» в политическом сознании Древней Руси // Государство и общество. История. Экономика. Политика. Право. — 1999. — № 1. — С. 137—144.
- Долгов В. В. Концепция И. Я. Фроянова в современной исторической науке: к вопросу о способах ведения дискуссий // Русские древности: К 75-летию профессора И. Я. Фроянова. — СПб., 2011. — С. 23—31.
- Долгов В. В. Любовь, сексуальность и половая мораль в Древней Руси XI—XIII вв. // Соціум. Альманах соціальної історії. — К.: Інститут історії України НАН України, 2002. — Вип. 1. — С. 205—215.
- Долгов В. В. Осмысление феномена Руси в древнерусской книжной культуре XI—XII вв. // Слов´янські обрії. — К.: Национальна Академія наук України, Україньский комітет славістів, Національна бібліотека України iменi В. I. Вернадського, 2006. — Вип. 1. — С. 303—308.
- Долгов В. В. Первая примерка «имперских одежд»: византийская идеологическая система и проблема княжеских венцов в Древней Руси XI—XIII вв. // Ab Imperio. — 2004. — № 3. — С. 113—130.
- Долгов В. В. Поединки в древнерусской воинской культуре // Военно-исторический журнал. — 2014. — № 6. — С. 57—60.
- Долгов В. В. Понятия земля/страны в контексте летописного повествования // Український історичний збірник. — К.: Інститут історії України НАН України. — 2007. — Вип. 10. — С. 231—234.
- Долгов В. В. Рождение и ранний период жизни ребёнка в Древней Руси XI—XIII вв.: методы ухода, обрядовая защита, ценностные приоритеты // Вестник Удмуртского университета. Серия История. — 2007. — Вып. 7. — С. 29—40.
- Долгов В. В. «Сакральный город» в контексте религиозных воззрений населения Древней Руси XI—XIII вв. // Исследования по русской истории и культуре. Сборник статей к 70-летию профессора И. Я. Фроянова. — М.: Издательский дом «Парад», 2006. — С. 226—236.
- Долгов В. В. Сквозь темное стекло. Александр Невский перед Судом Истории // Родина. — 2003. — № 12. — С. 86—88.
- Долгов В. В. Социальная мобильность в традиционных обществах: история и современность // Материалы Всероссийской научной конференции с международным участием, посвящённой 90-летию со дня рождения профессора М. М. Мартыновой и 100-летию со дня рождения профессора Б. Г. Плющевского, Ижевск, 20-21 нояб. 2012 г. — Ижевск, 2012. — С. 140—147.
- Долгов В. В. Трансформация форм этнорелигиозной мобилизации в идейных конструктах русских книжников XIII—XVII вв. и формирование новой элиты Московского централизованного государства: Русь и народы Поволжья // Вестник Удмуртского университета. Серия История. — 2006. — Вып. 7. — С. 42—62.
- Долгов В. В. Функции юридических текстов в Древней Руси // Вопросы истории. — 2013. — № 10. — С. 91—98.
- Долгов В. В. Чудеса и знамения в Древней Руси X—XIII вв. // Исследования по русской истории: Сборник статей к 65-летию профессора И. Я. Фроянова. — СПб., Ижевск: Удмуртский государственный университет, 2001. — С. 97—113.